# Bramall Hall

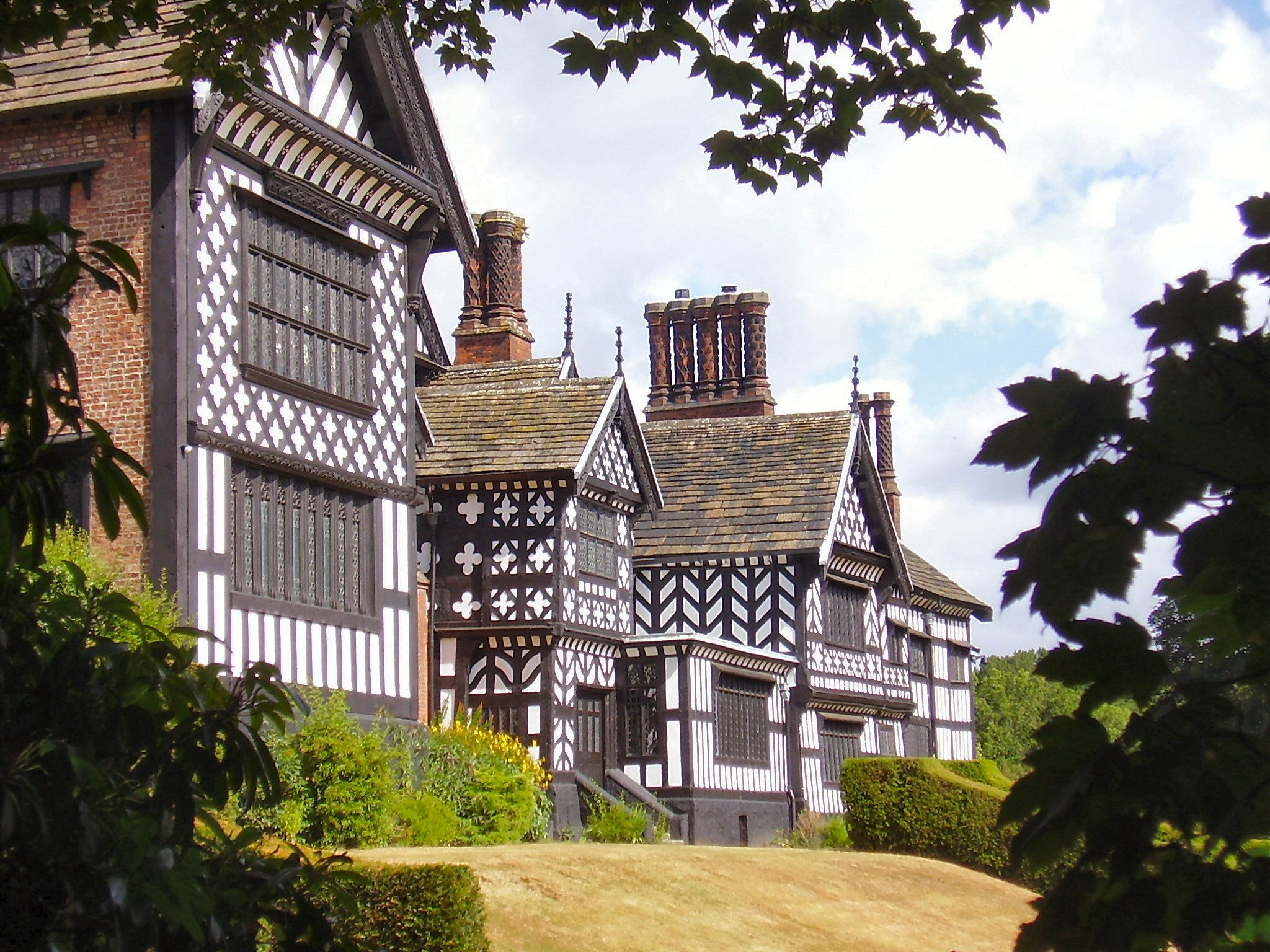
Bramall Hall

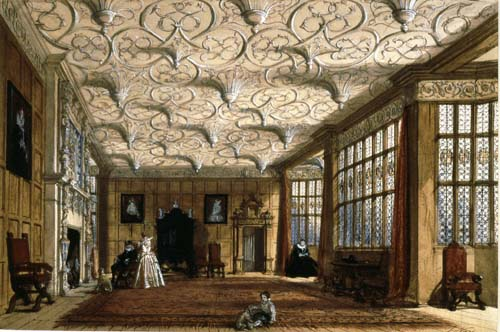
Gesellschaftszimmer in Bramall Hall; Joseph Nash

Bramall Hall ist ein herrschaftlicher Gebäudekomplex aus dem 16. Jahrhundert im Metropolitan Borough of Stockport, Greater Manchester / England. Das schwarz-weiße Fachwerkhaus ist typisch für den Stil in der Grafschaft Cheshire.

## Historie
Bramall Hall wurde für die Davenport Familie gebaut und entstand im Wesentlichen zwischen 1500 und 1600. Ursprünglich gruppierten sich die Gebäude um einen zentralen Hof, jedoch wurde eine Seite im 18. Jahrhundert abgerissen. Im 19. Jahrhundert ließ Charles Neville, der damalige, in Zeiten der Industriellen Revolution reich gewordene Besitzer, umfangreiche Instandhaltungs- und Restaurierungsarbeiten ausführen.

## Interieur
Das Innere von Bramall Hall prunkt mit einigen sehr schön ausgestatteten Räumen. Im Ballsaal im Südflügel fallen vor allem die Wandmalereien aus Tudor- und Stuart-Zeiten ins Auge, die Szenen aus dem Leben im 16. und 17. Jahrhundert darstellen. Zur Ausstattung des Gesellschaftszimmers gehören eine wundervolle Stuckdecke und ein Kamin aus dem 16. Jahrhundert; die Wände sind mit den Familienporträts behängt. „Dame Dorothy’s bedroom“ geht mit seinem sehenswerten Stuckfries auf dieselbe Epoche zurück. In der Großen Halle gibt es frühe Glasmalereien; mehr davon sind in der Kapelle zu finden, außerdem Wandmalereien zu Themen der Reformation.
Das vom Stockport Borough Council verwaltete Haus wird nicht bewohnt, so dass sich das vorhandene Mobiliar in Grenzen hält. Es gibt jedoch einige bemerkenswerte alte Stücke, und Teile der Ausstattung der Kapelle stammen von Augustus Welby Northmore Pugin.

## Exterieur
Das umgebende Gelände ist als Landschaftspark gestaltet und hat eine Größe von rund 24 Hektar.